# Johann Herolt
Johann Herolt (ur. ok. 1380 prawdopodobnie w Norymberdze, zm. 1468 w Ratyzbonie) – dominikański kaznodzieja oraz pisarz homileta.
Od 1438 pełnił obowiązki lektora oraz preora klasztoru w Norymberdze. Jest autorem wielu kazań oraz i ich cyklów, z których prawie wszystkie zostały napisane w łacinie. 

## Wybrane dzieła
- De eruditione Christifidelium seu de doctrina Christiana, 1416.
- Sermones de tempore, 1418.
- Sermones de sanctis, 1434.
- Promptuarium exemplorum secundum ordinem alphabetii, 1434.
- Promptuarium de miraculis Beatae Mariae Virginis, 1434.
- Quadragesimale, 1435.
- Postilla super epistolas dominicales et de Sanctis, 1439.